# Briefkasten (Sinclair Street)

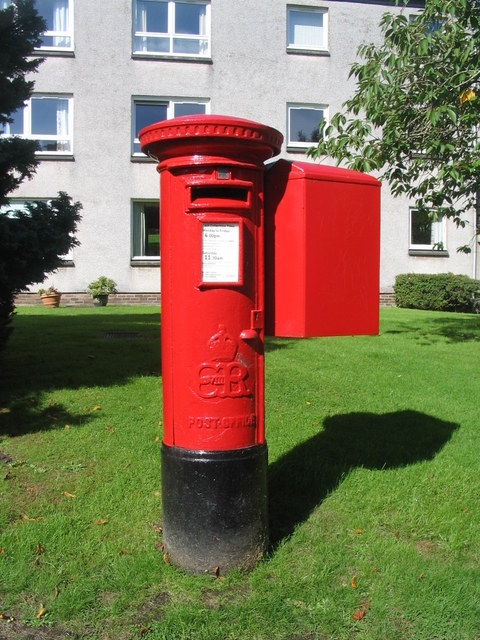
Briefkasten an der Sinclair Street

Der Briefkasten in der Sinclair Street befindet sich nördlich des Zentrums der schottischen Stadt Milngavie in der Council Area East Dunbartonshire. Im Jahre 2002 wurde das Bauwerk in die schottischen Denkmallisten in der Kategorie C aufgenommen.

## Beschreibung
Auf Grund der kurzen Regierungszeit König Eduard VIII. zwischen Januar und Dezember des Jahres 1936 wurden nur wenige Briefkästen mit dem königlichen Monogramm gefertigt. Es existierten drei Ausführungen für die Wand- und Pfostenanbringung sowie alleinstehende, säulenförmige Briefkästen. Während die ersten beiden Gruppen bis heute wahrscheinlich vollständig ausgetauscht wurden, existieren noch geschätzte 158 Exemplare der Säulenform aus der Regierungszeit Eduard VIII. In vielen Fällen wurden im Laufe der Jahre die Türen mitsamt dem königlichen Monogramm durch solche mit dem Monogramm Georg VI. ausgetauscht. Im Jahre 2002 wurden alle noch in der Öffentlichkeit verbliebenen Briefkästen dieses Typs unter Denkmalschutz gestellt.
Der Briefkasten befindet sich in der Sinclair Street, einer Nebenstraße in einem Wohngebiet Milngavies. Die gusseiserne Säule steht abseits des Gehweges und ist in roter Farbe gestrichen. Sie schließt mit einem gewellten Fries und einer schwach gewölbten Kopfplatte mit gezahntem Rand ab. Das gusseiserne Fundament ist schwarz gestrichen. Die Tür ziert die königliche Krone oberhalb des erhabenen Monogramms EVIIIR in Frakturschrift. Darunter sind die Worte Post Office zu lesen. Es wurde ein zusätzlicher metallener Kasten angebracht, sodass sich der Briefkasten nicht mehr im Originalzustand befindet.